# Quercus leana
Quercus leana är en bokväxtart som beskrevs av Thomas Nuttall. Quercus leana ingår i släktet ekar, och familjen bokväxter. Inga underarter finns listade.